# 桜木神社 (文京区)

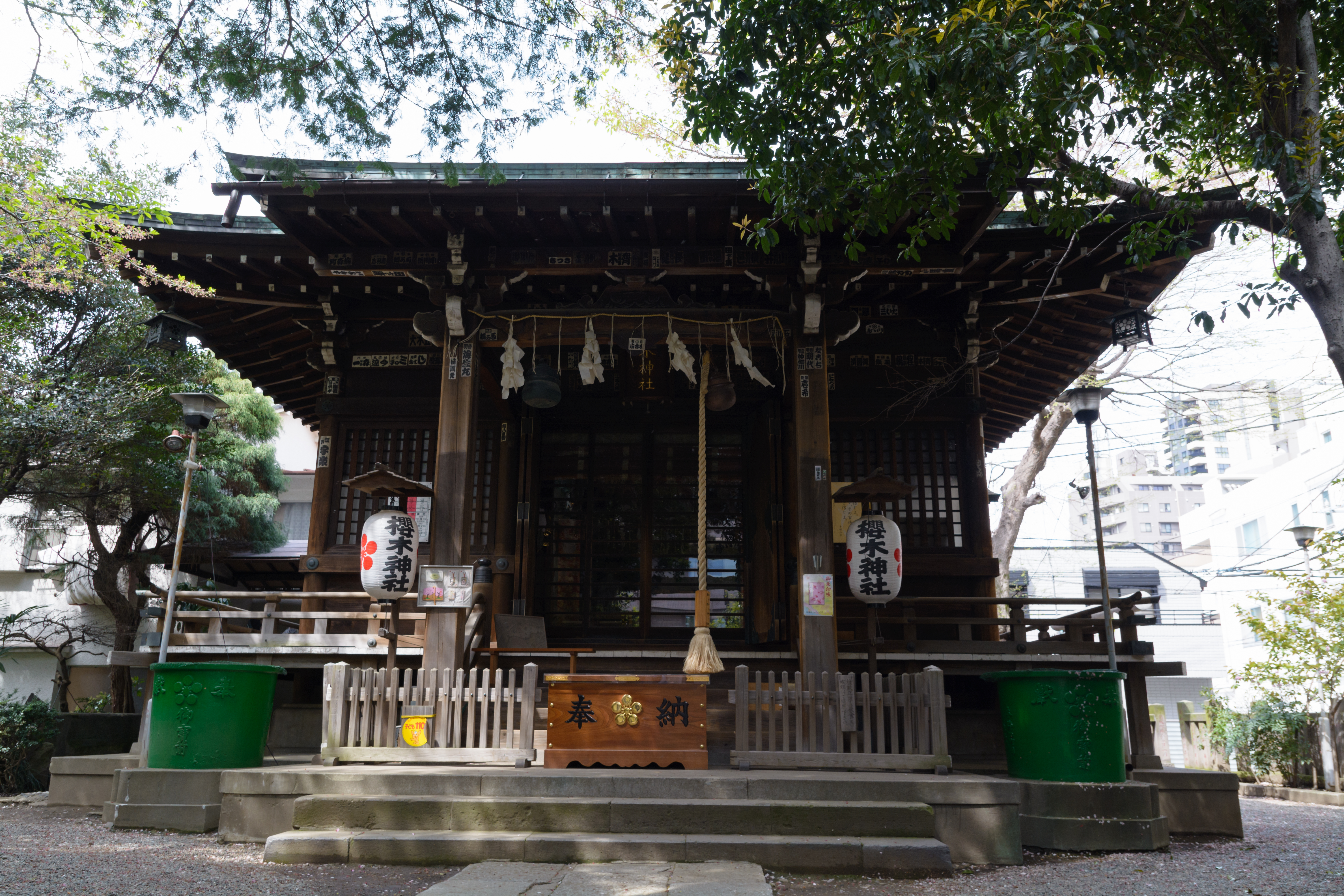
社殿

桜木神社（櫻木神社、さくらぎじんじゃ）は、東京都文京区本郷四丁目にある神社。桜木（櫻木）天神とも称される。

## 祭神
- 菅原道真

## 由緒
社伝によれば、文明年間（1469年～1487年）太田道灌が江戸城内に創建したのが始まりとされ、その後湯島に移され、元禄4年（1691年）現在地に移転した。

## 氏子地域
本郷一丁目21～32･35
本郷二丁目1･9～14･25～37
本郷四丁目（全域）
本郷五丁目1～19
西片一丁目2･15

## アクセス
- 都営地下鉄丸ノ内線・大江戸線本郷三丁目駅3番出口下車徒歩1分[1]（経路案内）。